# Stiriodes subserviens
Stiriodes subserviens är en fjärilsart som beskrevs av Dyar 1914. Stiriodes subserviens ingår i släktet Stiriodes och familjen nattflyn. Inga underarter finns listade i Catalogue of Life.